# Jakub Florian Narzymski
Jakub Florian Narzymski herbu Dołęga (ur. 1690, zm. 21 sierpnia 1759 roku w Warszawie) – wojewoda czernihowski (1734–1737), wojewoda pomorski od 8 lipca 1737 do 14 kwietnia 1758, podkomorzy nurski w 1720 roku, chorąży ciechanowski w 1714 roku, stolnik zakroczymski, kasztelan płocki 1730–1734, starosta grodowy bobrownicki 1717 – 1723, starosta ciechanowski w 1718 roku, i skarszewski, w 1740 odznaczony Orderem Orła Białego.
Poseł  ziemi dobrzyńskiej na sejm grodzieński 1718 roku i na tenże sejm z limity w Warszawie w latach 1719–1720. Poseł ziemi ciechanowskiej na sejm 1720 roku, poseł dobrzyński na sejm 1722 roku. Poseł ziemi ciechanowskiej na sejm 1729 i 1720 roku.Poseł ziemi nurskiej na sejm konwokacyjny 1733 roku. Był członkiem konfederacji generalnej zawiązanej 27 kwietnia 1733 roku na tym sejmie. Poseł na sejm elekcyjny 1733 roku. Był elektorem Augusta III Sasa, wyznaczony jako deputat do paktów konwentów. W 1734 roku był konsyliarzem ziemi nurskiej w konfederacji, zawiązanej w obronie Augusta III Sasa Na sejmie pacyfikacyjnym w lipcu 1736 roku podpisał dyplom elekcji.
10 lipca 1737 roku podpisał we Wschowie konkordat ze Stolicą Apostolską.
W 1737, 1741 i 1742 roku był z ramienia senatu komisarzem na Trybunał Skarbowy w Radomiu. roku był komisarzem z Senatu Trybunału Skarbowego Koronnego.